# 송도 테크노파크IT센터
송도 테크노파크IT센터(영어: Songdo Techo IT Center)는 대한민국 인천광역시 연수구 송도동에 위치하고 있다.